# أندريس سيلفارا
أندريس سيلفارا (بالإسبانية: Andrés Silvera)‏ هو لاعب كرة قدم أرجنتيني في مركز الهجوم، ولد في 14 مارس 1977 في مدينة كومودورو ريفادافيا في الأرجنتين. لعب مع إنديبندينتي وبانفيلد وتيغريس أونال ونادي أتليتيكو بيلغرانو ونادي سان لورينزو وهوراكان ويونيون دي سانتا في.

## وصلات خارجية
- أندريس سيلفارا على موقع قاعدة بيانات كرة القدم.إي يو (الإنجليزية)
- أندريس سيلفارا على موقع Soccerway.com (الإنجليزية)
- أندريس سيلفارا على موقع عالم كرة القدم.نت (الإنجليزية)